# Sund, Hemnes kommun
Sund är en by i Hemnes kommun i Nordland fylke i norra Norge. Byn ligger vid fylkesväg 808, på den västra sidan av halvön Hemneshalvøya, sydöst om tätorten Hemnesberget.
Tidigare har byn tillhört dåvarande Sør-Rana kommun.